# 体育研究所
体育研究所（たいいくけんきゅうしょ）は、戦間期に存在した文部省直轄の体育に関する研究所である。
第一次世界大戦後の世界的な体育研究への関心の高まりを背景として1924年に設立され、他の教育科学に比して立ち遅れていた日本の体育研究の基礎を固める役割を果たした。しかし、1930年代以降の時局の悪化によって研究所としての機能の発揮が困難になって1941年に廃止され、体育指導者養成のための東京高等体育学校に引き継がれた。筑波大学体育専門学群の源流の一つと見なされている。

## 事業
主要な事業は体育に関する専門研究、連合調査、講話会、体育研究会、長期、短期の講習会、研究生の指導、講演会、出張指導、体育相談、出版などであった。

## 組織
1930年制定の庶務規程によれば、庶務・解剖学・生理学・衛生学・化学・心理学教育哲学・体操・遊戯・競技の9部があった。1932年に心理学部と教育学部とに分離、1933年に運動医事相談部を新設、1934年に化学部を生化学部へ改称した。その後1937年（昭和12年）12月10日に大きく改組され以下の体制になった。
- 庶務課
- 指導部
体操科・競技科・学生体育相談科
- 研究部
解剖学科・生理学科・衛生学科・生化学科・心理学科・教育学科

職員定員は所長・専任技師（6名）・書記（2名）であり、このほか9名以内の無給技手を置くことができるとされた。また多数の各科専門家・兼任技師・技手・嘱託を兼任としている。

## 沿革
特記無きものは『体育研究所概要 昭和14年1月1日現在』による。
- 1922年（大正11年）3月25日 - 衆議院において「国立体育研究所設立に関する建議」が決議される[2]
- 1923年（大正12年）7月25日 - 望月軍四郎が豊多摩郡代々幡町の地所9121坪を寄付
- 1924年（大正13年）10月25日 - 文部省内を事務所として設置（勅令第250号）
- 1925年（大正14年）3月21日 - 事務所を代々幡町代々木西原983に移転
- 1931年（昭和6年）6月18日 - 運動場拡張用地187坪を購入
- 1938年（昭和13年）1月10日 - 学校体育についての指導教授以外について厚生省の所轄となる（勅令第20号）
- 1941年（昭和16年）4月1日 - 廃止（勅令第279号）
厚生省の管轄事項（調査研究および学校体育以外についての指導教授）は厚生科学研究所に移管された
文部省の管轄事項（学校体育についての指導教授）については、敷地建物はそのままに設立された東京高等体育学校へ移管された

東京高等体育学校は1944年の「東京体育専門学校」への改称を経て、1949年の学制改革にともない、新制東京教育大学に包括され同大学体育学部の構成母体となった。東京教育大学が移転した跡地は、渋谷区スポーツセンター、老人福祉施設やガールスカウト会館などとなっている。

### 歴代所長
- 1924年（大正13年）11月19日 - 1932年（昭和7年）3月31日: 北豊吉
この間山川建所長事務取扱
- 1934年（昭和9年）6月7日 - 1939年（昭和14年）8月8日[3]: 岩原拓
- 1939年（昭和14年）8月8日[4] - 1941年（昭和16年）1月8日[5]: 小笠原道生
この後小笠原道生所長事務取扱[5]